# Nell'aria (album 2011 Marcella Bella)
Nell'aria è una raccolta di Marcella Bella, pubblicata nel 2011 dalla BMG Rights. Quest'album fa parte della discografia non ufficiale della cantante italiana.

## Tracce
1. Montagne verdi
2. Nell'aria
3. Canto straniero
4. Senza un briciolo di testa
5. L'ultima poesia
6. Tanti auguri
7. Nessuno mai
8. Io domani
9. Nel mio cielo puro
10. Io credo
11. Problemi